# Michał Koktysz
Michał Koktysz (ur. 2 kwietnia 1986) – polski i niemiecki duchowny ewangelicko-reformowany, członek Prezydium Synodu Kościoła Ewangelicko-Reformowanego w RP w latach 2021–2022.

## Życiorys
Pochodzi z Łodzi. Do Kościoła Ewangelicko-Reformowanego w RP wstąpił 22 września 2013. Studiował orientalistykę na Uniwersytecie Warszawskim i Uniwersytecie Ruprechto-Karola w Heidelbergu. Tytuł magistra teologii uzyskał w 2016 na Wydziale Teologicznym Chrześcijańskiej Akademii Teologicznej w Warszawie na podstawie pracy pt. Elementy parenetyczne listów Piotra i Judy. Studium egzegetyczno-porównawcze. Pracował w Żydowskim Instytucie Historycznym w Warszawie, gdzie między innymi tłumaczył teksty hebrajskie Emanuela Ringelbluma. Od 2016 pracował także w biurze Konsystorza Kościoła Ewangelicko-Reformowanego w RP, gdzie pełnił obowiązki kierownika.
18 listopada 2017 w Łodzi został ordynowany przez biskupa Kościoła Ewangelicko-Reformowanego w RP ks. Marka Izdebskiego, któremu asystowali ks. Semko Koroza i ks. Tomasz Pieczko. Ordynacja Michała Koktysza była przedmiotem reportażu redakcji ekumenicznej TVP. Od 1 stycznia 2018 pracował w parafii ewangelicko-reformowanej w Łodzi.
W kadencji 2021–2025 został notariuszem Synodu Kościoła Ewangelicko-Reformowanego w RP. Był również ogólnopolskim duszpasterzem młodzieży i członkiem Rady Diakonii. Z wszystkich tych funkcji zrezygnował w marcu 2022 i podjął pracę w Niemczech.
Od marca 2022 ks. Koktysz jest duszpasterzem parafii w Ludwigsau.